# 挪威國會大廈
挪威議會大廈（挪威語：Stortingsbygningen）是挪威議會的辦公場所，位於奧斯陸市中心，於1866年3月5日開始投入使用。挪威議會創建於1814年，但一直沒有自己的辦公場所。1857年，挪威議會批准議會擁有屬於自己的辦公大樓 。挪威議會大廈外觀為淺黃色，融合了多種不同風格的建築。

## 外部連結
- National Archive on the building
- . Verdens Gang. 2012-06-22  [2015-01-17]. （原始内容存档于2012-08-27） （挪威语）.